# Francesca Pittaccio
Francesca Pittaccio (Roma, 10 novembre 1996) è una calciatrice italiana, attaccante del Como 1907.

## Biografia
Francesca Pittaccio cresce a Villanova, frazione nel comune di Guidonia Montecelio avvicinandosi allo scautismo fino ad acquisire il ruolo Guida del Reparto Antares nel Gruppo Scout AGESCI Guidonia Uno.

## Carriera

### Club
Pittaccio si appassiona anche al calcio iniziando a giocare fin da giovanissima nelle formazioni miste dell'ASD Villanova Calcio. Dal 2009 si tessera con il Lodigiani iniziando a giocare, sempre con i maschietti, nella formazione Giovanissimi Elite Fascia B regionali dove inizia a farsi notare per le sue qualità di gioco.
Nell'estate 2012 passa alla Res Roma con la quale disputa il Campionato Primavera pur essendo ben presto inserita in rosa con la prima squadra. Fa il suo esordio in Serie A2 nel corso della stagione 2012-2013 contribuendo, con 5 presenze in campo, alla promozione delle giallorosse in Serie A. Con la Res Roma rimane tre stagioni congedandosi con un tabellino personale di 3 reti siglate su 44 presenze.
Durante il calciomercato estivo trova un accordo con la Roma CF.

### Nazionale
Nell'estate 2012 è tra le 25 atlete convocate dal Coordinatore delle Nazionali Giovanili femminili Corrado Corradini nel raduno di Norcia che permetterà allo staff tecnico guidato dall'allenatore Enrico Sbardella di scegliere la formazione che affronterà le qualificazioni al Campionato europeo 2013 di categoria, dove le Azzurrine, inserite nel Gruppo 2, dovranno cimentarsi con le nazionali pari età di Inghilterra, Irlanda del Nord ed Israele. In maglia azzurra fa il suo esordio a Belfast il 10 settembre 2012, nella partita vinta dall'Italia per 5-0 su Israele con doppietta sua, di Manuela Giugliano ed autogol dell'israeliana Shahar Nakav.
Del 2016 è la sua convocazione allo stage della neoistituita formazione nazionale under 23.

## Statistiche

### Presenze e reti nei club
Statistiche aggiornate all'11 maggio 2025.
| Stagione        | Squadra         | Campionato      | Campionato | Campionato | Coppe nazionali | Coppe nazionali | Coppe nazionali | Coppe internazionali | Coppe internazionali | Coppe internazionali | Altre coppe | Altre coppe | Altre coppe | Totale | Totale |
| Stagione        | Squadra         | Comp            | Pres       | Reti       | Comp            | Pres            | Reti            | Comp                 | Pres                 | Reti                 | Comp        | Pres        | Reti        | Pres   | Reti   |
| --------------- | --------------- | --------------- | ---------- | ---------- | --------------- | --------------- | --------------- | -------------------- | -------------------- | -------------------- | ----------- | ----------- | ----------- | ------ | ------ |
| 2012-2013       | Res Roma        | A2              | 5          | 0          | CI              | 0               | 0               |                      | -                    | -                    |             | -           | -           | 5      | 0      |
| 2013-2014       | Res Roma        | A               | 19         | 0          | CI              | ?               | 0               |                      | -                    | -                    |             | -           | -           | 19+    | 0      |
| 2014-2015       | Res Roma        | A               | 20         | 3          | CI              | ?               | 0               |                      | -                    | -                    |             | -           | -           | 20+    | 3      |
| Totale Res Roma | Totale Res Roma | Totale Res Roma | 44         | 3          |                 | ?               | 0               |                      | -                    | -                    |             | -           | -           | 44+    | 3      |
| 2015-2016       | Roma CF         | B               | 18         | 15         | CI              | 4               | 2               |                      | -                    | -                    |             | -           | -           | 22     | 17     |
| 2016-2017       | Roma CF         | B               | 19+1       | 11+1       | CI              | ?               | 1               |                      | -                    | -                    |             | -           | -           | 20     | 13     |
| Totale Roma CF  | Totale Roma CF  | Totale Roma CF  | 38         | 27         |                 | 4               | 3               |                      | -                    | -                    |             | -           | -           | 42     | 30     |
| 2017-2018       | San Zaccaria    | A               | 20         | 1          | CI              | 3               | 4               |                      | -                    | -                    |             | -           | -           | 23     | 5      |
| 2018-2019       | Pink Sport Time | A               | 19         | 1          | CI              | 0               | 0               |                      | -                    | -                    |             | -           | -           | 19     | 1      |
| 2019-2020       | Lazio           | B               | ?          | ?          | CI              | ?               | ?               |                      | -                    | -                    |             | -           | -           | ?      | ?      |
| 2020-2021       | Lazio           | B               | ?          | ?          | CI              | ?               | ?               |                      | -                    | -                    |             | -           | -           | ?      | ?      |
| 2021-2022       | Lazio           | A               | 21         | 0          | CI              | 2               | 0               |                      | -                    | -                    |             | -           | -           | 23     | 0      |
| 2022-2023       | Lazio           | B               | 26         | 1          | CI              | 2               | 0               |                      | -                    | -                    |             | -           | -           | 28     | 1      |
| 2023-2024       | Lazio           | B               | 30         | 2          | CI              | 2               | 0               |                      | -                    | -                    |             | -           | -           | 32     | 2      |
| 2024-gen. 2025  | Lazio           | A               | 8          | 0          | CI              | 3               | 0               |                      | -                    | -                    |             | -           | -           | 11     | 0      |
| Totale Lazio    | Totale Lazio    | Totale Lazio    | 85+        | 3+         |                 | 9               | 0               |                      | -                    | -                    |             | -           | -           | 94+    | 3+     |
| gen.-giu. 2025  | Sampdoria       | A               | 7          | 0          | CI              | 0               | 0               | -                    | -                    | -                    | -           | -           | -           | 7      | 0      |
| 2025-2026       | Como 1907       | B               | -          | -          | CI              | -               | -               | -                    | -                    | -                    | AWC         | -           | -           | -      | -      |
| Totale carriera | Totale carriera | Totale carriera | 216+       | 35+        |                 | 14+             | 7+              |                      | -                    | -                    |             | -           | -           | 230+   | 43+    |

## Palmarès

### Club

#### Competizioni giovanili
- Campionato Primavera: 1

Res Roma: 2014-2015

#### Competizioni nazionali
- Campionato italiano di Serie A2: 1

Res Roma: 2012-2013
- Campionato italiano di Serie B: 2

Lazio: 2020-2021, 2023-2024